# Mporokoso
Mporokoso – miasto w północno-wschodniej Zambii, w Prowincji Północnej. Według danych szacunkowych na rok 2010 liczyło 15 556 mieszkańców.